# Stanhopea stevensonii
Espèce
Répartition géographique
Stanhopea stevensonii est une espèce de plantes à fleurs de la famille des Orchidaceae. C'est une orchidée endémique de Colombie.

## Description
Épiphyte de taille petite à moyenne, avec des pseudobulbes nervurés et sillonnés d'âge portant une seule feuille apicale, dressée, grossière, coriace, plissée, lancéolée, aiguë, se rétrécissant progressivement en dessous pour former la feuille de base pétiolée cannelée qui fleurit en été sur une inflorescence basale, pendante, de 8 [à 20 cm] de long, à plusieurs fleurs avec de grandes bractées florales étalées, largement triangulaires, aiguës et portant jusqu'à 15 fleurs [boules à mites] odorantes.

## Répartition
Cette orchidée est originaire de Colombie. Il pousse dans les forêts de montagne intermédiaires à chaudes à environ 400 m d'altitude.